# Partido Revolucionario Democrático
El Partido Revolucionario Democrático (PRD) es un partido político panameño, generalmente ubicado entre centro y la centroizquierda del espectro político. Es el partido con mayor número de adherentes en Panamá, con un total de 606 802.
Su fundador fue Omar Torrijos Herrera, que fue jefe de gobierno de Panamá desde 1968 hasta su muerte en 1981.

## Historia

### Orígenes
El partido político fue legalizado por la resolución 590 del 3 de octubre de 1979 por el general Omar Torrijos Herrera, quien era jefe de gobierno de Panamá desde el golpe de Estado de 1968. La base ideológica del partido era buscar la igualdad para las personas de todas las clases sociales, que eran víctimas de la pobreza multidimensional y de la falta de oportunidades. 

### Primeros años
El partido adquirió liderazgo en el sistema político de Panamá en la década de 1980, al tener inclinación positiva hacia los ideales del gobierno militar de Panamá, dirigido por Omar Torrijos Herrera; sin mencionar que adquirió popularidad en la sociedad panameña. Luego del repentino fallecimiento de Torrijos, el general Manuel Antonio Noriega convirtió al partido en un aliado eficaz para vencer a la oposición panameña en las elecciones de 1984.
En las elecciones, el candidato perredista Nicolás Ardito Barletta fue elegido presidente de Panamá ganando las elecciones con una estrecha diferencia frente a su rival, el expresidente Arnulfo Arias Madrid. La oposición panameña denunció que los resultados habían sido fraudulentos, pero el sistema electoral panameño (manipulado por el general Noriega) no tomó en cuenta sus acusaciones.

### Década de 1980
Durante la época de 1980, el gobierno militar apoyado por el PRD fue acusado de ser el responsable de las violaciones de los derechos humanos, desapariciones y muertes de cientos de personas en contra de sus ideales, como Hugo Spadafora y Héctor Gallego; además de amenazas de muerte que obligaron a muchos opositores a huir del país. Sin embargo, el partido se postuló a las elecciones de 1989 en una época en donde el pueblo panameño estaba en constante lucha contra la dictadura del general Manuel Antonio Noriega.
En las elecciones, el candidato de la alianza opositora Guillermo Endara ganó las elecciones por una amplia diferencia; pero el general Noriega optó por anular las elecciones. Esta decisión fue altamente criticada entre la población panameña y los gobiernos de otros países, como Estados Unidos que tomó la decisión de detener al general Noriega por sus vínculos con el narcotráfico y también restaurar la democracia en Panamá luego de presentarse ciertos conflictos con los ciudadanos estadounidenses en Panamá.  El 20 de diciembre de 1989, Estados Unidos invadió Panamá y derrocó del cargo al presidente provisional Francisco A. Rodríguez (del PRD), declarando como presidente del país a Guillermo Endara, ganador de las elecciones.

### Década de 1990
Luego de la invasión estadounidense, el partido se convirtió por primera vez desde su fundación en oposición. Los miembros del partido tomaron la decisión de reestructurar sus bases para convertirse en un partido libre de influencia militar en preparación para las elecciones de 1994. El partido eligió al dirigente del partido Ernesto Pérez Balladares como su candidato a las elecciones de 1994. Tras celebrarse las primeras elecciones democráticas desde 1968, Ernesto Pérez Balladares se convirtió en presidente de Panamá para el período 1994-1999. El presidente Balladares presentó un referéndum para reformar la constitución, cuyo resultado fue negativo.
En las elecciones de 1999, el partido eligió a Martín Torrijos Espino (hijo del general Torrijos) como su candidato a las elecciones; sin embargo perdió ante la candidata panameñista Mireya Moscoso (esposa del expresidente Arias Madrid).

### SigloXXI
En las elecciones de 2004, postularon nuevamente a Martín Torrijos Espino quien resultó elegido en esa ocasión como presidente de Panamá. El presidente Torrijos presentó un referéndum para la ampliación del Canal de Panamá (devuelto a Panamá en 1999), cuyo resultado fue efectivo. En las siguientes elecciones de 2009, el partido perdió ante el candidato Ricardo Martinelli (con la candidata Balbina Herrera) y nuevamente en las elecciones de 2014, perdieron ante el candidato Juan Carlos Varela (con el candidato Juan Carlos Navarro). Luego de diversas reestructuraciones, tras las derrotas de 2009 y 2014, el partido nominó al exlegislador Laurentino Cortizo para las elecciones de 2019, en las cuales ganó por un estrecho margen a Rómulo Roux.
En las elecciones de 2024 postularon al vicepresidente incumbente José Gabriel Carrizo, pero tuvo un resultado desastroso al obtener apenas 5,8% de los votos presidenciales y con un voto dividido por dos facciones disidentes que captaron más votos que Carrizo: Martín Torrijos Espino, quien se postuló con la ayuda del Partido Popular; y con Zulay Rodríguez, quien optó por la libre postulación. El resultado fue el peor del partido en sus registros históricos.

## Resultados de las elecciones

### Elecciones presidenciales
|  | 46.98 % |

|  | 28.40 % |

|  | 30.30 % |

|  | 37.82 % |

|  | 47.44 % |

|  | 37.54 % |

|  | 28.1 % |

|  | 33.18 % |

|  | 5.88 % |

### Elecciones legislativas
|  | 25.14 % |

|  | 18.83 % |

|  | 33.30 % |

|  | 31.99 % |

|  | 43.29 % |

|  | 36.60 % |

|  | 35.20 % |

|  | 33.35 % |

|  | 16.24 % |